# Distenia tonkinea
Distenia tonkinea là một loài bọ cánh cứng trong họ Cerambycidae.